# Белоусов, Михаил Владимирович
Михаил Владимирович Белоусов (род. 11 октября 1953) — генерал-лейтенант ФСБ, сотрудник Администрации президента России, сенатор Российский Федерации (с 2021). Член Комитета Совета Федерации по Регламенту и организации парламентской деятельности.
Находится под персональными санкциями 27 стран ЕС, Великобритании, США, Канады, Швейцарии, Австралии, Украины, Новой Зеландии.

## Биография
В 1976 году окончил Грозненский нефтяной институт, в 1994 году — Волгоградский институт управления.
В 1990-е годы занимался вопросами внутренней политики в администрации президента Российской Федерации, занимал различные должности в аппарате Совета безопасности и в подразделениях ФСБ в Москве (в 2012 году получил звание генерал-лейтенанта ФСБ). С 2012 года он был первым заместителем начальника второй службы ФСБ, которая занимается борьбой с терроризмом. Кроме того, ранее он возглавлял управление ФСБ по защите конституционного строя.
В 2004 году защитил диссертацию на соискание учёной степени кандидата социологических наук по теме «Этнические элиты Северного Кавказа: опыт социологического анализа».
По сведениям журналиста Андрея Пионтковского, Михаил Белоусов участвовал в чеченской кампании.
В 2012 году М. В. Белоусов назначен заместителем Управления внутренней политики Администрации президента России, получив в своё ведение вопросы национальной политики. Одновременно привлечён к работе в Президентском совете по национальной политике.
13 декабря 2021 года постановлением исполняющего обязанности губернатора Тамбовской области Максима Егорова наделён полномочиями члена Совета Федерации, представителя исполнительного органа государственной власти региона ввиду перехода занимавшего эту должность Александра Бабакова в Государственную думу.

## Международные санкции
Из-за поддержки российской агрессии и нарушения территориальной целостности Украины во время российско-украинской войны находится под персональными международными санкциями разных стран.
23 марта 2022 года, на фоне вторжения России на Украину, внесён в санкционный список Канады «соратников режима» за содействие в нарушения суверенитета и территориальной целостности Украины.
30 сентября 2022 года внесён в санкционный список Соединенных Штатов Америки «за аннексию Путиным регионов Украины» и одобрения закона о фейках.
По аналогичным основаниям с 9 марта 2022 года находится под санкциями всех стран Европейского союза. С 15 марта 2022 года находится под санкциями Великобритании. С 16 марта 2022 года находится под санкциями Швейцарии. С 21 апреля 2022 года находится под санкциями Австралии. Указом президента Украины Владимира Зеленского от 7 сентября 2022 находится под санкциями Украины. С 3 мая 2022 года находится под санкциями Новой Зеландии.

## Награды
- Орден Почёта (2005)
- Орден «За заслуги перед Отечеством» IV степени (2008)
- Медаль «За защиту Республики Крым» (2015)[15]
- Орден Александра Невского (Россия) (2018)